# Jan d'Oudegherst
Jan d'Oudegherst (Hesdin, 25 november 1511 - Mechelen, 21 april 1559) was een Vlaams rechtsgeleerde.

## Herkomst en familie
Jan d'Oudegherst was de zoon van Boudewijn d'Oudegherst (1463-1540) en Maria Sterck (overleden in 1541), verfranste Vlamingen afkomstig uit Poperinge, die het Vlaams als huistaal hanteerden. De vader vervulde een ambt in het landsheerlijke domein van Hesdin. Na zijn eerste opleiding in Hesdin te hebben genoten, was Jan d'Oudegherst rechten gaan studeren in Leuven. Op 16 februari 1537 trouwde hij met Margaretha Inghelvert (overleden Brugge 1558), dochter van de Heer van Houplines. Ze kregen zeven kinderen, onder wie de historicus Pieter d'Oudegherst (Rijsel 1540 - Madrid 1593) en Boudewijn d'Oudegherst, die schepen van Brugge werd. De broer van vader Boudewijn was Frans d'Oudegherst, die proost werd van de collegiale kerk in Poperinge en in 1527 verkozen werd tot abt van de abdij van Sint-Winoksbergen. Een andere zoon van Boudewijn, Jacob d'Oudegherst vestigde zich in Poperinge, waar hij in 1566 de leider en woordvoerder was van de hervormden.

## Levensloop
In 1537 vestigde d'Oudegherst zich als advocaat in Rijsel en zou er dertien jaar werkzaam zijn, voornamelijk bij de 'gouvernance' die de kasselrij rond Rijsel bestuurde.
In 1550 aanvaardde hij het ambt van luitenant-baljuw in Doornik en het Doornikse. Ook hier was hij niet bij het bestuur van de stad maar bij dat van het platteland errond betrokken. Op de korte tijd dat hij het baljuwschap uitoefende onderscheidde hij zich door een doeltreffend optreden en door zijn groot aandeel in het ordenen van de oorkonden van het Doornikse. Het door hem hierin in grote snelheid gepresteerde werk zou ervoor zorgen dat de wetten en gewoonten die daar van toepassing waren, goed opgevolgd werden tot op het einde van het ancien régime.

## Naar Brugge
In september 1550 beslisten de bestuurders van het Brugse Vrije, een vierde pensionaris aan de drie bestaande toe te voegen. Men zocht 'een geleerd man' die jurist moest zijn en, naast het onontbeerlijke Nederlands, de Franse taal machtig, omdat dit meer en meer de gebruikstaal werd in de gecentraliseerde gezagsorganen zoals de Collaterale Raden. Net een jaar later had men in de persoon van Jan d'Oudegherst de geschikte man gevonden. Zijn benoeming verwekte nogal wat opschudding, omdat hem een ongewoon hoge wedde werd toegezegd, wat aan zijn collega's niet aangenaam was. De eerste pensionaris S. van Grijsperre stond op zijn strepen en het is pas na zijn overlijden in 1554 dat D'Oudegherst zijn volle gezag kon doen gelden. Voortaan was hij de belangrijkste woordvoerder en gezant van het Brugse Vrije voor alle aangelegenheden die moesten besproken worden met de Grote Raad van Mechelen of aan het hof in Brussel.
Tegen 1558 had hij een studie klaar, gewijd aan de taksen en rechten die in het Brugse Vrije van kracht waren. De aanleiding hiertoe was een heropgeflakkerd dispuut over de al dan niet belastingsvrijdom die de poorters van Brugge in het Brugse Vrije wilden genieten.
D'Oudegherst maakte indruk in de hogere kringen met als gevolg dat hij op 19 juni 1558 tot procureur-generaal werd benoemd bij de Grote Raad in Mechelen. Hij nam onmiddellijk ontslag uit zijn ambt bij het Brugse Vrije en trok naar Mechelen om er de eed af te leggen. Op hetzelfde tijdstip overleed zijn vrouw en een van zijn dochters. Hij verhuisde naar Mechelen maar was ook ziek en stierf kort na de winter. Hij was pas achtenveertig.